# 111th Attack Wing

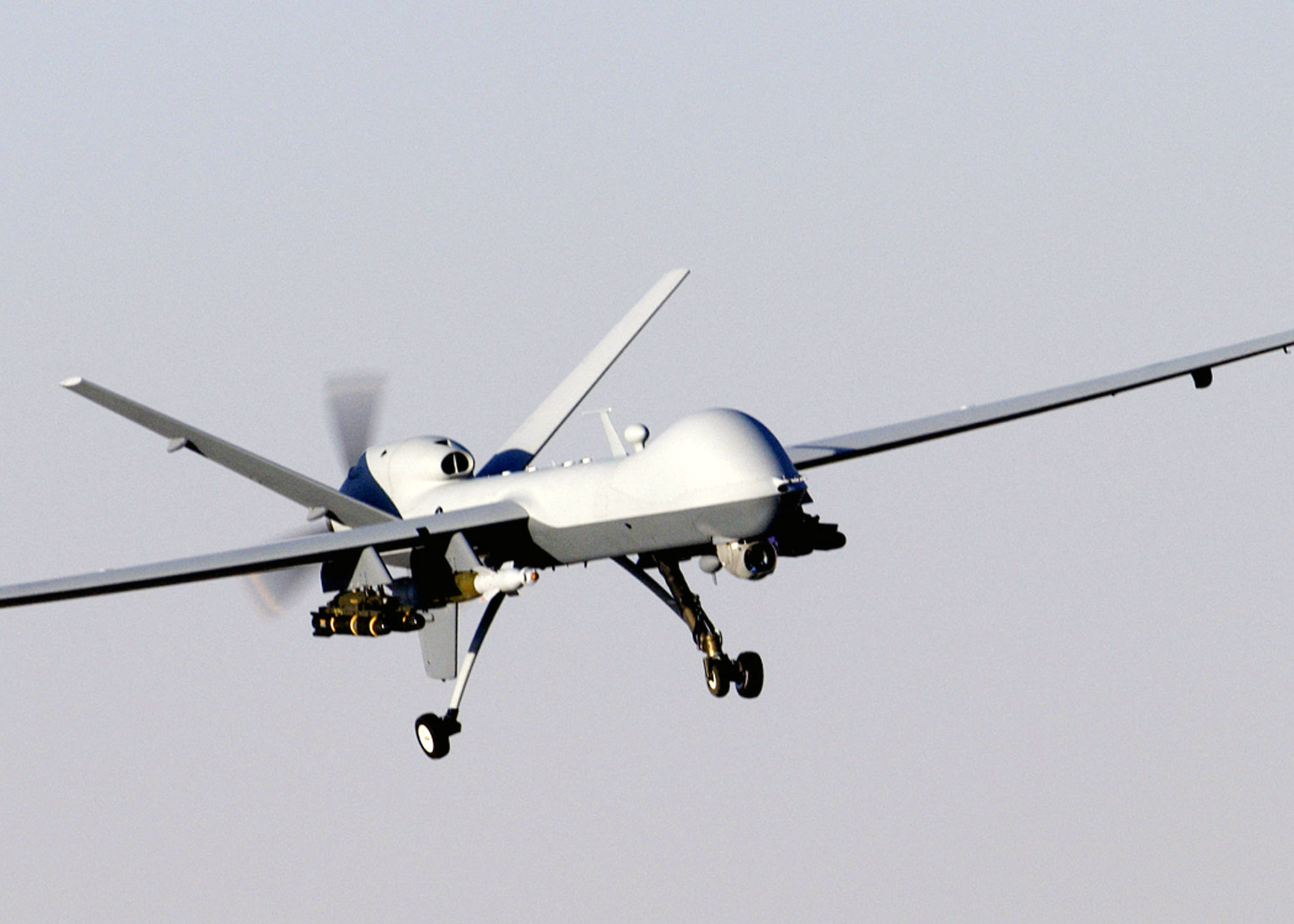
MQ-9 Reaper

Il 111th Attack Wing è uno stormo d'attacco della Pennsylvania Air National Guard. Il suo quartier generale è situato presso la Horsham Air National Guard Base, in Pennsylvania.

## Organizzazione
Attualmente, al settembre 2017, lo stormo controlla:
- 111th Operations Group, codice visivo di coda PA
  -  103rd Attack Squadron - Equipaggiato con MQ-9A Reaper
  - 111th Operations Support Squadron
  - 111th Cyberspace Operations Squadron
  - 270th Engineering Installation Squadron
- 111th Mission Support Group
  - 111th Civil Engineer Flight
  - 111th Communications Flight
  - 111th Force Support Squadron
  - 111th Logistics Readiness Squadron
  - 111th Security Forces Squadron
  - 201st RED HORSE Squadron Detachment 1
- 111th Medical Group
- 111th Attack Wing Staff